# Castelmoron-sur-Lot
Castelmoron-sur-Lot – miejscowość i gmina we Francji, w regionie Nowa Akwitania, w departamencie Lot i Garonna. W 2013 roku populacja gminy wynosiła 1754 mieszkańców. Przez teren gminy przepływa rzeka Lot. 